# Уинтроп
Уинтроп (на английски: Winthrop) е град в окръг Оканоган, щата Вашингтон, САЩ. Уинтроп е с население от 371 жители (2006) и обща площ от 2,3 km². Намира се на 539 m надморска височина. ЗИП кодът му е 98862, а телефонният му код е 509.